# Теодор Бенфай
Теодор Бенфай (на немски: Theodor Benfey) е германски филолог.
Роден е на 28 декември 1809 година в Ньортен, курфюрство Брауншвайг-Люнебург, в еврейско семейство. Завършва Гьотингенския университет, където преподава от 1834 година санскрит и сравнителна граматика. През следващите години получава международна известност с работата си в областта на индологията, преводите на класически индийски текстове и изследванията си в сравнителната митология.
Теодор Бенфай умира на 26 юни 1881 година в Гьотинген.